# Бортой
Бортой (рос. Бортой) — улус Закаменського району, Бурятії Росії. Входить до складу Сільського поселення Бортойське.
Населення — 274 особи (2015 рік).